# 215 a.C.
Il 215 a.C. (CCXV a.C. in numeri romani) è un anno  del III secolo a.C.

## Eventi
- A Roma viene consacrato sul Campidoglio il tempio a Venere Ericina (dedicato nel 217).
- Durante la seconda guerra punica i romani sconfiggono presso Decimomannu in Sardegna i cartaginesi e gli alleati nuragici, guidati da Amsicora e suo figlio Josto.
- Il pretore Marco Valerio Levino conquista tre insediamenti irpini filo-cartaginesi (Vescellium, Vercellium e Sicilinum) e trae in schiavitù molti dei suoi abitanti.
- Viene votata la Lex Oppia, la legge romana contro il lusso: le donne non possono indossare più di mezza oncia d'oro.

## Morti
- Mario Alfio, condottiero sannita
- Ampsicora, militare cartaginese
- Apollonio Rodio, poeta greco antico (n. 295 a.C.)
- Gerone II, militare e re siceliota (n. 308 a.C.)
- Josto, militare cartaginese